# سيد المرصفي
سيد بن علي المَرْصَفِي الأزهري (ت 1349 هـ / 1931م) عالم بالأدب واللغة مصري الجنسية، كان من كبار جماعة علماء الأزهر، وقد تولى تدريس «اللغة» في جامعة الأزهر إلى أن نالت منه الشيخوخة وانكسرت ساقه فاعتكف في منزله بالقاهرة وأقبل عليه الطلاب لدراسة الأدب فكان يعقد لهم حلقات للدراسة.
ومن تلاميذه أعلام الأدب واللغة: محمد محيي الدين عبد الحميد، وطه حسين، وعبد العزيز البشري، ومصطفى لطفي المنفلوطي، ومحمود شاكر، وحسن السندوبي.. وأحمد أمين، وأحمد حسن الزيات.. وغيرهم.

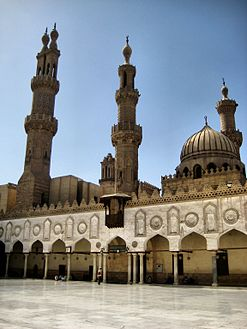
الأزهر الشريف

## وفاته
توفي في 12 فبرایر سنة 1931م.

## من كتبه
- رغبة الآمل في كتاب الكامل (شرح الكامل في اللغة والأدب (للمبرد)) «ثمانية أجزاء».
- أسرار الحماسة.
- شرح (أسرار البلاغة).

## نسخة نادرة من كتابه pdf
- كتاب: رغبة الآمل في كتاب الكامل (شرح الكامل في اللغة والأدب (للمبرد)) «ثمانية أجزاء» pdf.

## روابط خارجية
- رابط تحميل كتاب رغبة الآمل من كتاب الكامل. نسخة محفوظة 10 ديسمبر 2024 على موقع واي باك مشين.
- رابط تحميل أسرار الحماسة الجزء الأول.